# Corvo-marinho-de-bico-curto
Corvo-marinho-de-bico-curto ou corvo-marinho-alvinegro-pequeno (Microcarbo melanoleucos) é uma espécie de ave suliforme da família Phalacrocoracidae. É uma ave aquática comum da Australásia, encontrada nas costas, ilhas, estuários e águas interiores da Austrália, da Nova Guiné, da Nova Zelândia, de Timor-Leste e da Indonésia, bem como nas ilhas do sudoeste do Pacífico e no subantártico.